# Cuon (gènere)
Cuon és un gènere de mamífers carnívors de la família dels cànids. El seu únic representant vivent, el cuó (C. alpinus), és actualment endèmic d'Àsia, tot i que anteriorment també vivia a Europa (incloent-hi els Països Catalans) i Nord-amèrica. Les restes fòssils de les espècies extintes s'han trobat als mateixos continents.
Els representants d'aquest grup tenen 40 dents. La tercera molar inferior (m3) és absent. La primera molar superior (M1) i la segona molar inferior (m2) estan reduïdes i simplificades. El talònid de la primera molar inferior (m1) presenta una única cúspide, l'hipocònid. L'espècie actual també és la més petita.